# Ciénagas del Name
Las Ciénagas del Name es un humedal interior ubicado en la comuna de Cauquenes (VII Región del Maule de Chile) en cuyo alrededor existen praderas naturales con espinos, y crecen matorrales como la rosa mosqueta, el avellanito y el radal así como plantaciones de pino insigne. El humedal es de origen pluvial esporádico, con quebradas que bajan de las alturas cercanas. Las crecidas del humedal ocurren sólo en invierno, por lo que el ciénago está bajo permanente amenaza de desecamiento natural. Este humedal se provee, tanto por precipitaciones, como escorrentía superficial y en su mayoría subterránea. La escorrentía subterránea es la matriz de lagos, ríos y corrientes que corren por debajo de nuestros pies.
Existe a su vez un extenso totoral en el cual se albergan numerosas especies de aves acuáticas lo que le confiere una gran riqueza de avifauna. Entre las especies allí presentes predominan las taguas, cisnes de cuello negro, anátidas, garzas, entre otras especies de aves. El área está declarada como libre de caza desde 1995 por el Ministerio de Agricultura.
Las Ciénagas del Name constituyen un sitio prioritario para la Conservación de la Biodiversidad Biológica en Chile al tratarse del único humedal existente en el secano interior de la zona central de Chile.

## Efluentes
Hans Niemeyer escribe sobre el estero Quebrada Honda, uno de los inicios del río Reloca: El estero Quebrada Honda nace del extremo noroccidental de la laguna El Ciénago o El Totoral. El emisario se dirige al noroeste por espacio de 8 km, punto en el cual recibe a su único afluente el estero Name, y toma direcciones sucesivas al oeste y al noroeste de nuevo. La longitud total de la Quebrada Honda es de 14 km. El estero Name nace en la línea de displuvio oriental de la cuenca [del río Reloca]; dirige curso por 2,5 km al sur y luego al oeste y al sur, hasta afluir a la ribera derecha de la Qda. Honda después de cumplido una trayectoria total de 10 km. La laguna El Ciénago es de forma irregular en planta y poco profunda. Tiene una máxima dimensión longitudinal norte-sur de 2,6 km por un ancho medio de 1 km. Tiene la particularidad de disponer de otro emisario en su extremo sur que desagua la laguna hacia el río Perquilauquén a través del estero Belco.

## Población, economía y ecología

### Estado actual
El estado actual de la Ciénaga del Name es crítico y su extensión se ha reducido producto de la megasequía que atraviesa la zona central de Chile.